# 小牧シティマラソン大会
小牧シティマラソン大会（こまきシティマラソンたいかい）は、愛知県小牧市で毎年1月から2月にかけて行なわれるマラソン大会。パークアリーナ小牧を発着点とし、同施設のある小牧市中北部を周回する。第1回の開催は1990年（平成2年）2月。現在部門は、年齢・性別・距離の違いごとに12個設けられている。

## 沿革
- 1990年（平成2年）2月10日 - 第1回小牧シティマラソン大会開催
- 2017年（平成29年）1月22日 - 第27回小牧シティマラソン大会開催予定

## 部門
| 部門名           | 距離 （単位：km） | 備考               |
| ---------------- | ----------------- | ------------------ |
| 一般男子の部     | 10                | 高校生以上39歳以下 |
| 一般女子の部     | 10                | 高校生以上39歳以下 |
| 40歳代男子の部   | 10                |                    |
| 40歳代女子の部   | 10                |                    |
| 50歳代男子の部   | 10                |                    |
| 50歳以上女子の部 | 10                |                    |
| 60歳以上男子の部 | 10                |                    |
| 一般男子の部     | 5                 | 高校生以上         |
| 一般女子の部     | 5                 | 高校生以上         |
| 中学生男子の部   | 5                 |                    |
| 中学生女子の部   | 5                 |                    |
| ジョギングの部   | 2                 | 小学生以上         |